# Kanton Serres
Kanton Serres (fr. Canton de Serres) je francouzský kanton v departementu Hautes-Alpes v regionu Provence-Alpes-Côte d'Azur. Tvoří ho 12 obcí.

## Obce kantonu
- La Bâtie-Montsaléon
- Le Bersac
- L'Épine
- Méreuil
- Montclus
- Montmorin
- Montrond
- La Piarre
- Saint-Genis
- Savournon
- Serres
- Sigottier